# Rajd Grecji 1999
Rezultaty Rajdu Grecji (46th Acropolis Rally), eliminacji Rajdowych Mistrzostw Świata w 1999 roku, który odbył się w dniach 6–9 czerwca. Była to ósma runda czempionatu w tamtym roku i czwarta na szutrze, a także ósma w Production World Rally Championship i trzecia w mistrzostwach Grecji. Bazą rajdu było miasto Ateny. Zwycięzcami rajdu została brytyjska załoga Richard Burns i Robert Reid w Subaru Imprezie WRC. Wyprzedzili oni Hiszpanów Carlosa Sainza i Luisa Moyę w Toyocie Corolli WRC oraz Finów Tommiego Mäkinena i Rista Mannisenmäkiego w Mitsubishi Lancerze Evo VI. Z kolei w Production WRC zwyciężyła omańsko-nowozelandzka załoga Hamed Al-Wahaibi i Tony Sircombe w Mitusbishi Lancerze Evo V.
Rajdu nie ukończyło osiem załóg fabrycznych. Francuz Didier Auriol w Toyocie Corolli WRC uszkodził zawieszenie na 6. odcinku specjalnym. Z tego samego powodu z rajdu wypadł Juha Kankkunen w Subaru Imprezie WRC (na 12. odcinku specjalnym). Rajdu nie ukończyło dwóch kierowców Forda Focusa WRC. Brytyjczyk Colin McRae miał awarię skrzyni biegów na 16. oesie, a Szwed Thomas Rådström awarię silnika na 6. oesie. Z rajdu wypadło również dwóch kierowców Seata Córdoby WRC. Fin Harri Rovanperä miał wypadek na 8. oesie, a Włoch Piero Liatti na 16. oesie. Francuz François Delecour w Peugeocie 206 WRC miał awarię napędu na 19. oesie, a jego partner z zespołu Peugeota Fin Marcus Grönholm miał awarię sprzęgła na 2. oesie.

## Klasyfikacja ostateczna
| Miejsce                | Zawodnik                 | Pilot                  | Samochód                     | Czas                   | Strata                 | Grupa                  | Punkty                 |                        |
| Klasyfikacja generalna | Klasyfikacja generalna   | Klasyfikacja generalna | Klasyfikacja generalna       | Klasyfikacja generalna | Klasyfikacja generalna | Klasyfikacja generalna | Klasyfikacja generalna | Klasyfikacja generalna |
| ---------------------- | ------------------------ | ---------------------- | ---------------------------- | ---------------------- | ---------------------- | ---------------------- | ---------------------- | ---------------------- |
| 1.                     | Richard Burns            | Robert Reid            | Subaru Impreza WRC           | 4:21:21.2              |                        | A8 M                   | 10                     |                        |
| 2.                     | Carlos Sainz             | Luis Moya              | Toyota Corolla WRC           | 4:22:22.5              | +1:01.3                | A8 M                   | 6                      |                        |
| 3.                     | Tommi Mäkinen            | Risto Mannisenmäki     | Mitsubishi Lancer Evo VI     | 4:25:01.2              | +3:40.0                | A8 M                   | 4                      |                        |
| 4.                     | Freddy Loix              | Sven Smeets            | Mitsubishi Carisma GT Evo VI | 4:25:33.6              | +4:12.4                | A8 M                   | 3                      |                        |
| 5.                     | Markko Märtin            | Toomas Kitsing         | Toyota Corolla WRC           | 4:30:02.7              | +8:41.5                | A8                     | 2                      |                        |
| 6.                     | Leonidas Kyrkos          | Janis Stawropulos      | Ford Escort WRC              | 4:35:17.7              | +13:56.                | A8                     | 1                      |                        |
| 7.                     | Luís Climent             | Álex Romaní            | Subaru Impreza 555           | 4:35:25.1              | +14:03.9               | A8 TC                  |                        |                        |
| 8.                     | Abdullah Bakhashab       | Michael Park           | Toyota Corolla WRC           | 4:36:18.5              | +14:57.3               | A8 TC                  |                        |                        |
| 9.                     | Toshihiro Arai           | Roger Freeman          | Subaru Impreza WRC           | 4:37:05.6              | +15:44.4               | A8                     |                        |                        |
| 10.                    | Frédéric Dor             | Didier Breton          | Subaru Impreza WRC           | 4:39:16.4              | +17:55.2               | A8 TC                  |                        |                        |
| PWRC                   |                          |                        |                              |                        |                        |                        |                        |                        |
| 1. (11.)               | Hamed Al-Wahaibi         | Tony Sircombe          | Mitsubishi Lancer Evo V      | 4:41:35.7              |                        | N4 TC                  | 10                     |                        |
| 2. (17.)               | Ramón Ferreyros          | Gonzalo Saenz          | Subaru Impreza WRX           | 5:01:26.9              | +19:51.2               | N4                     | 6                      |                        |
| 3. (19.)               | Gaby Goudezeune          | Filip De Pelsemaeker   | Subaru Impreza 555           | 5:16:01.5              | +34:25.8               | N4                     | 4                      |                        |
| 4. (21.)               | Dimitris Nasulas         | Josef Galerakis        | Mitsubishi Lancer Evo III    | 5:24:46.0              | +43:10.3               | N4 TL                  | 3                      |                        |
| 5. (42.)               | Nigel Heath              | Jeff Ashfield          | Subaru Impreza WRX           | 6:13:29.2              | +1:31:53.5             | N4                     | 2                      |                        |
| Mistrzostwa Grecji     |                          |                        |                              |                        |                        |                        |                        |                        |
| 1. (6.)                | Leonidas Kyrkos          | Janis Stawropulos      | Ford Escort WRC              | 4:35:17.7              |                        | A8                     | 100                    |                        |
| 2. (14.)               | Janis Papadimitriu       | Konstandinos Stefanis  | Subaru Impreza WRX           | 4:50:07.5              | +14:49.8               | A8                     | 75                     |                        |
| 3. (20.)               | Aleksandros Maniatopulos | Maria Pawli-Korre      | Renault Mégane Coupé         | 5:22:31.5              | +47:13.8               | A7                     | 65                     |                        |
| 4. (21.)               | Dimitris Nasulas         | Josef Galerakis        | Mitsubishi Lancer Evo III    | 5:24:46.0              | +49:28.3               | N4 2L                  | 55                     |                        |
| 5. (22.)               | Emanuel Panajotopulos    | Dionisis Petropulos    | Toyota Corolla AE 111        | 5:29:45.3              | +54:27.6               | A6                     | 45                     |                        |
| 2L WRC                 |                          |                        |                              |                        |                        |                        |                        |                        |
| 1. (15.)               | Kenneth Eriksson         | Staffan Parmander      | Hyundai Coupé Kit Car Evo2   | 4:55:57.1              | -                      | A7                     |                        |                        |
| 2. (16.)               | Kris Princen             | [[Dany Colebunders]]   | Renault Mégane Maxi          | 4:58:57.2              | +3:00.1                | A7                     |                        |                        |
| 3. (16.)               | Dimitris Nassoulas       | Iosif Galerakis        | Mitsubishi Lancer Evo III    | 5:24:46.0              | +28:48.9               | N4                     |                        |                        |

1. ↑  Litera M przy oznaczeniu grupy do której należy samochód oznacza, iż tylko ci kierowcy zdobywali punkty dla swoich zespołów liczonych w klasyfikacji producentów na koniec sezonu.

## Zwycięzcy odcinków specjalnych
| Dzień      | Odcinek | G. rozp. | Nazwa                     | Długość  | Zwycięzca         | Czas    | Lider rajdu     |
| ---------- | ------- | -------- | ------------------------- | -------- | ----------------- | ------- | --------------- |
| 1 (6 CZE)  | SS1     | 12:59    | Marlboro Super Stage      | 2.40 km  | Marcus Grönholm   | 2:15.6  | Marcus Grönholm |
| 2 (23 MAJ) | SS2     | 08:31    | Agii Theodori 1           | 26.25 km | Colin McRae       | 20:38.0 | Colin McRae     |
| 2 (23 MAJ) | SS3     | 09:44    | Marlboro Pateras 1        | 7.46 km  | Richard Burns     | 4:10.1  | Thomas Rådström |
| 2 (23 MAJ) | SS4     | 11:11    | Telestet Skourta 1        | 20.69 km | Richard Burns     | 10:31.0 | Juha Kankkunen  |
| 2 (23 MAJ) | SS5     | 11:49    | Klidi 1                   | 15.48 km | Richard Burns     | 10:14.4 | Richard Burns   |
| 2 (23 MAJ) | SS6     | 12:22    | Eurobank Thiva 1          | 20.12 km | Richard Burns     | 16:10.0 | Richard Burns   |
| 2 (23 MAJ) | SS7     | 14:34    | Kitheronas 1              | 10.77 km | Juha Kankkunen    | 6:32.3  | Richard Burns   |
| 2 (23 MAJ) | SS8     | 15:32    | Kineta 1                  | 16.48 km | François Delecour | 8:38.6  | Colin McRae     |
| 3 (8 CZE)  | SS9     | 09:07    | Bauxites - Karoutes       | 28.85 km | Richard Burns     | 18:00.3 | Richard Burns   |
| 3 (8 CZE)  | SS10    | 10:20    | Telestet Stromi - Inohori | 22.89 km | Richard Burns     | 18:27.5 | Richard Burns   |
| 3 (8 CZE)  | SS11    | 11:50    | Eurobank Drimea           | 25.29 km | Tommi Mäkinen     | 17:26.5 | Tommi Mäkinen   |
| 3 (8 CZE)  | SS12    | 12:53    | Pavliani                  | 25.06 km | Richard Burns     | 20:59.4 | Richard Burns   |
| 3 (8 CZE)  | SS13    | 14:35    | Marlboro Gravia           | 25.58 km | Richard Burns     | 18:18.6 | Richard Burns   |
| 3 (8 CZE)  | SS14    | 15:56    | Livadia                   | 11.69 km | Tommi Mäkinen     | 9:36.0  | Richard Burns   |
| 3 (8 CZE)  | SS15    | 17:56    | Kitheronas 2              | 10.77 km | Tommi Mäkinen     | 6:30.1  | Richard Burns   |
| 3 (8 CZE)  | SS16    | 18:54    | Kineta 2                  | 16.38 km | Richard Burns     | 8:36.0  | Richard Burns   |
| 4 (8 CZE)  | SS17    | 09:31    | Agii Theodori 2           | 26.25 km | Richard Burns     | 20:48.2 | Richard Burns   |
| 4 (8 CZE)  | SS18    | 10:44    | Marlboro Pateras 2        | 7.46 km  | Richard Burns     | 4:22.0  | Richard Burns   |
| 4 (8 CZE)  | SS19    | 12:11    | Telestat Skourta 2        | 20.69 km | Richard Burns     | 10:54.9 | Richard Burns   |
| 4 (8 CZE)  | SS20    | 12:49    | Klidi 2                   | 15.48 km | Tommi Mäkinen     | 10:21.8 | Richard Burns   |
| 4 (8 CZE)  | SS21    | 13:22    | Eurobank Thiva 2          | 20.12 km | Tommi Mäkinen     | 16:21.2 | Richard Burns   |

## Klasyfikacja po 8 rundach
Tabele przedstawiają tylko pięć pierwszych miejsc.

### Kierowcy
| Lp. | Kierowca      | Pkt |
| --- | ------------- | --- |
| 1   | Tommi Mäkinen | 36  |
| 2   | Didier Auriol | 32  |
| 3   | Carlos Sainz  | 29  |
| 4   | Colin McRae   | 23  |
| 5   | Richard Burns | 23  |

### Producenci
| Lp. | Producent                    | Pkt |
| --- | ---------------------------- | --- |
| 1   | Toyota Castrol Team          | 73  |
| 2   | Marlboro Mitsubishi Ralliart | 48  |
| 3   | Subaru WRT                   | 46  |
| 4   | Ford Motor Co. Ltd.          | 35  |
| 5   | Seat Sport                   | 8   |